# Boedromie
Le Boedromie o Boedromia (in greco antico: Βοηδρόμια?) era un'antica festività ateniese in onore di Apollo Boedromio (Βοηδρόμιος –  "soccorritore nella battaglia").
La festa veniva celebrata il 7º giorno, del terzo mese dell'estate, ossia Boedromione. Secondo Plutarco, furono istituite in ricordo della vittoria di Teseo  contro le Amazzoni, o secondo altri, in ricordo dell'aiuto prestato da Jolche agli ateniesi contro Eumolpo, re di Eleusi.
Durante le Boedromie si correva e gridava ad alta voce, probabilmente per commemorare il consiglio che l'oracolo di Apollo diede gli ateniesi prima di scatenare l'attacco contro gli eleusini.
La festività era collegata con le celebrazioni del 6º giorno del mese in onore di Artemide Agrotera (Ἀγροτέρα), per commemorare la battaglia di Maratona quando fu compiuto un sacrificio votivo a favore della Dea per ottenere la vittoria. 